# Sisyrinchium schottii
Sisyrinchium schottii är en irisväxtart som beskrevs av Wilhelm Franz Herter. Sisyrinchium schottii ingår i släktet gräsliljor, och familjen irisväxter. Inga underarter finns listade i Catalogue of Life.